# Ulgain Gol
Ulgain Gol är ett vattendrag i Kina. Det ligger i den autonoma regionen Inre Mongoliet, i den norra delen av landet, omkring 760 kilometer nordost om regionhuvudstaden Hohhot.
Genomsnittlig årsnederbörd är 453 millimeter. Den regnigaste månaden är juli, med i genomsnitt 119 mm nederbörd, och den torraste är februari, med 5 mm nederbörd.